# La Coloma
La Coloma es una localidad cubana del municipio de Pinar del Río, perteneciente a la provincia del mismo nombre.

## Historia
Hacia mediados del siglo XIX, el lugar tenía contabilizada una población de 45 habitantes, de los que ocho eran esclavos. Aparece descrito en el segundo tomo del Diccionario geográfico, estadístico, histórico, de la isla de Cuba de Jacobo de la Pezuela con las siguientes palabras:

Coloma. (la) Caserío marítimo en el antiguo canton de las Palizadas, en el Part.º de Pinar del Rio, J. del mismo nombre. Tiene su asiento en la embocadura de la ría y surgidero de la Coloma y á 6 leguas al S. E. del pueblo de Pinar del Rio. Se compone de 2 almacenes de depósito de frutos que sirven tambien de tiendas mistas y panadería, uno de los cuales pertenece á la empresa de vapores del S., y de un grupo de 6 humildes casas, de las cuales 3 son de tabla y teja y otras 3 de tabla y guano. Su vecindario es de unos 31 individuos blancos, un asiático ó chino, 5 negros emancipados y 8 esclavos varones, la mayor parte empleados en el servicio de los almacences. Hay un embarcadero con muelle de tabla sobre horcones; y residen en este punto, al cual atracan los vapores y muchos buques de cabotaje, un subdelegado de marina y un alcalde de mar, que dependen de la ayudantía marítima de Pinar del Río, con cuya poblacion se comunica por un camino practicable en todo tiempo para carruages. Siendo este embarcadero la salida natural y mas barata de los mejores tabacos de la Vuelta-Abajo, algunos almacenistas, hace muchos años que establecieron en esta playa un corto muelle de madera dura que despues se ha ampliado. Existen en la misma ribera algunos otros arrimos de propiedad particular.
(Pezuela, 1863, p. 17)

En la actualidad, pertenece al municipio de Pinar del Río. En el año 2002, según el Censo de Población y Viviendas, tenía 5564 habitantes.